# Юнхэгун
Тибетский буддийский храм Юнхэгун (кит. упр. 雍和宮, пиньинь Yōnghégōng, Маньчжурский:Hūwaliyasun hūwaliyaka gung, монг. Найралт Найрамдах Сүм, тиб. དགའ་ལྡན་བྱིན་ཆགས་གླིང་, Вайли Dga'-ldan Byin-chags-gling) — храм, называемый «Дворец мира и гармонии, храм Ламы», «Юнхэ Ламасэри», или — распространённое — «Ламаистский храм». Является монастырём и храмом школы тибетского буддизма Гэлуг, располагается в северо-восточной части Пекина. Это — крупный и значимый монастырь. В архитектуре соединены китайский и тибетский стили.

## История
Постройка Юнхэгуна началась в 1694 при Цин. Первоначально здесь располагалась резиденция дворцовых евнухов. Затем дворец стал официальной резиденцией Иньчжэня, 4-го сына императора, правившего под девизом «Канси». Когда он сам вступил на престол в 1722 и стал править под девизом «Юнчжэн», то половина здания была отдана тибетцам под монастырь, другая половина осталась дворцом.
После смерти Юнчжэна в 1735 году, его гроб был помещён в храм. Наследник Юнчжэна, правивший под девизом «Цяньлун», присвоил храму имперский статус, заменив бирюзовую черепицу на «императорскую» жёлтую. Монастырь стал административным центром и пристанищем для множества монахов из Монголии и Тибета.
В огне культурной революции храм выжил благодаря вмешательству премьер-министра Чжоу Эньлая. Храм был открыт заново в 1981 году.

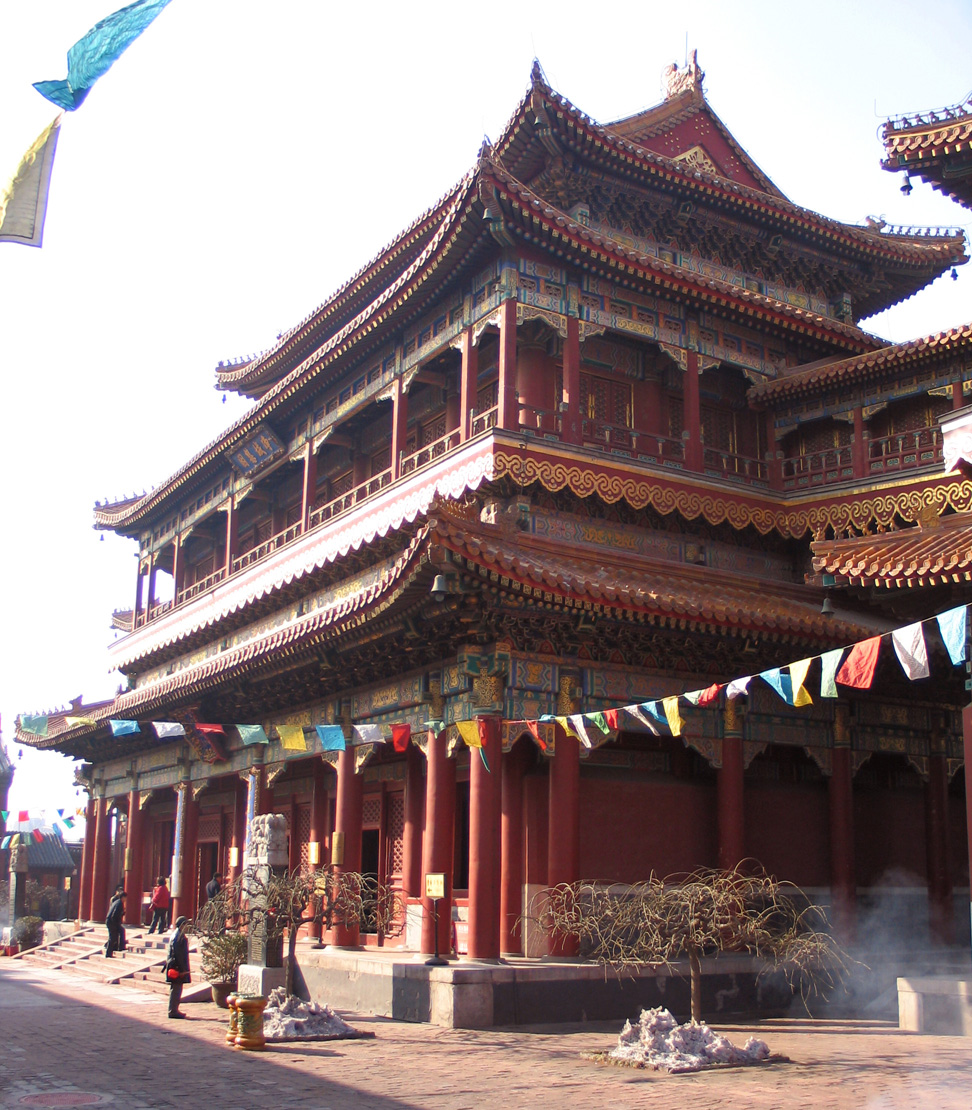
Юнхэгун

## Архитектура и украшения

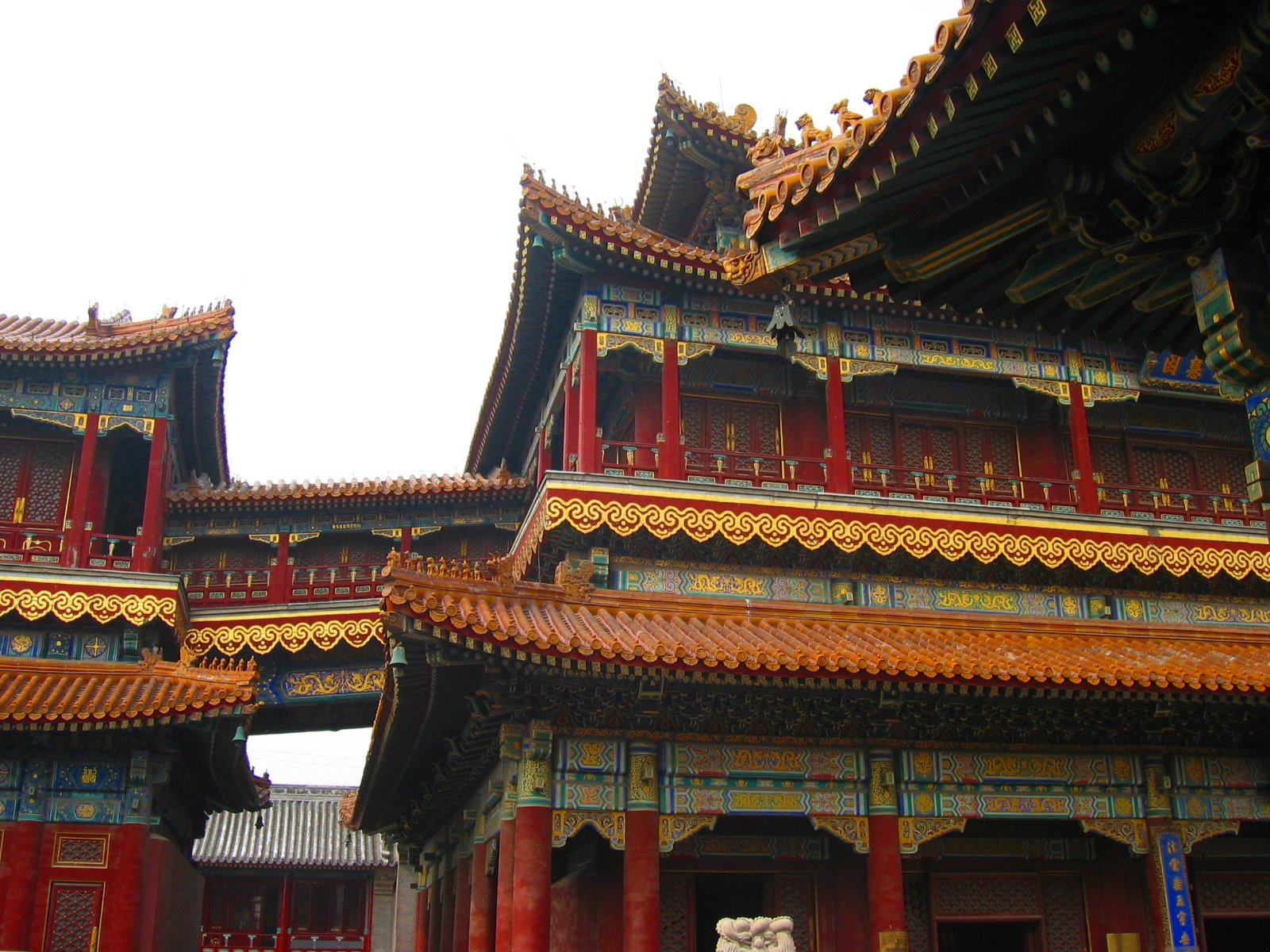
Детали внешних украшений

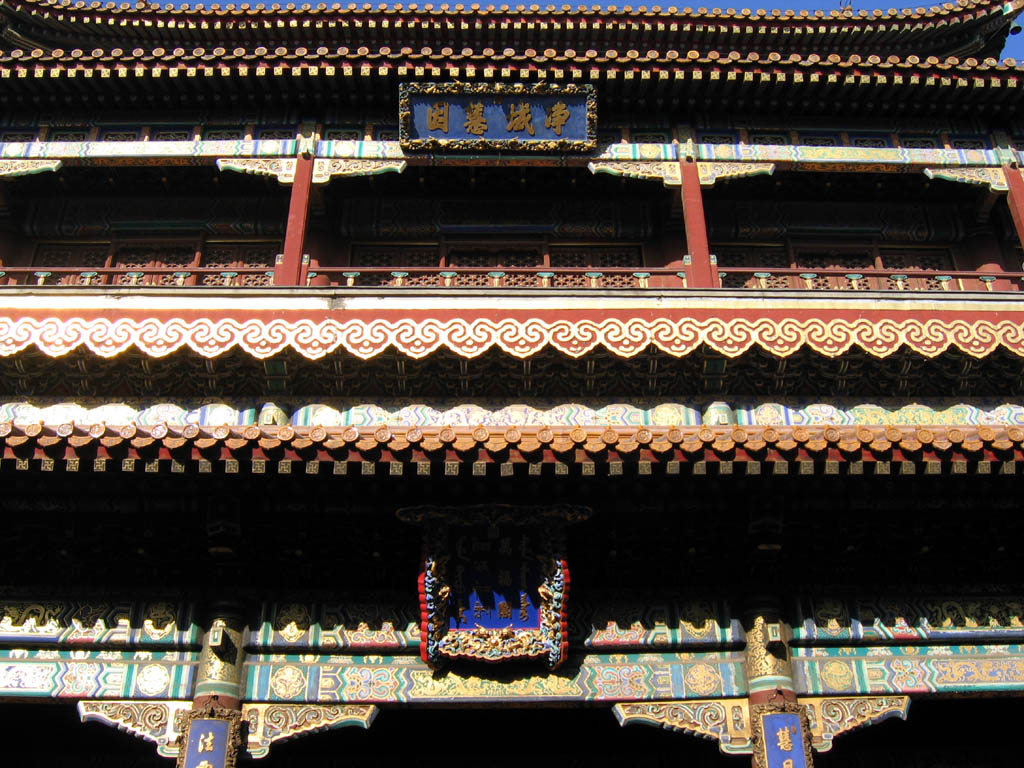
Бывший дворец, храм Юнхэгун стал знаменитейшим пекинским монастырём.

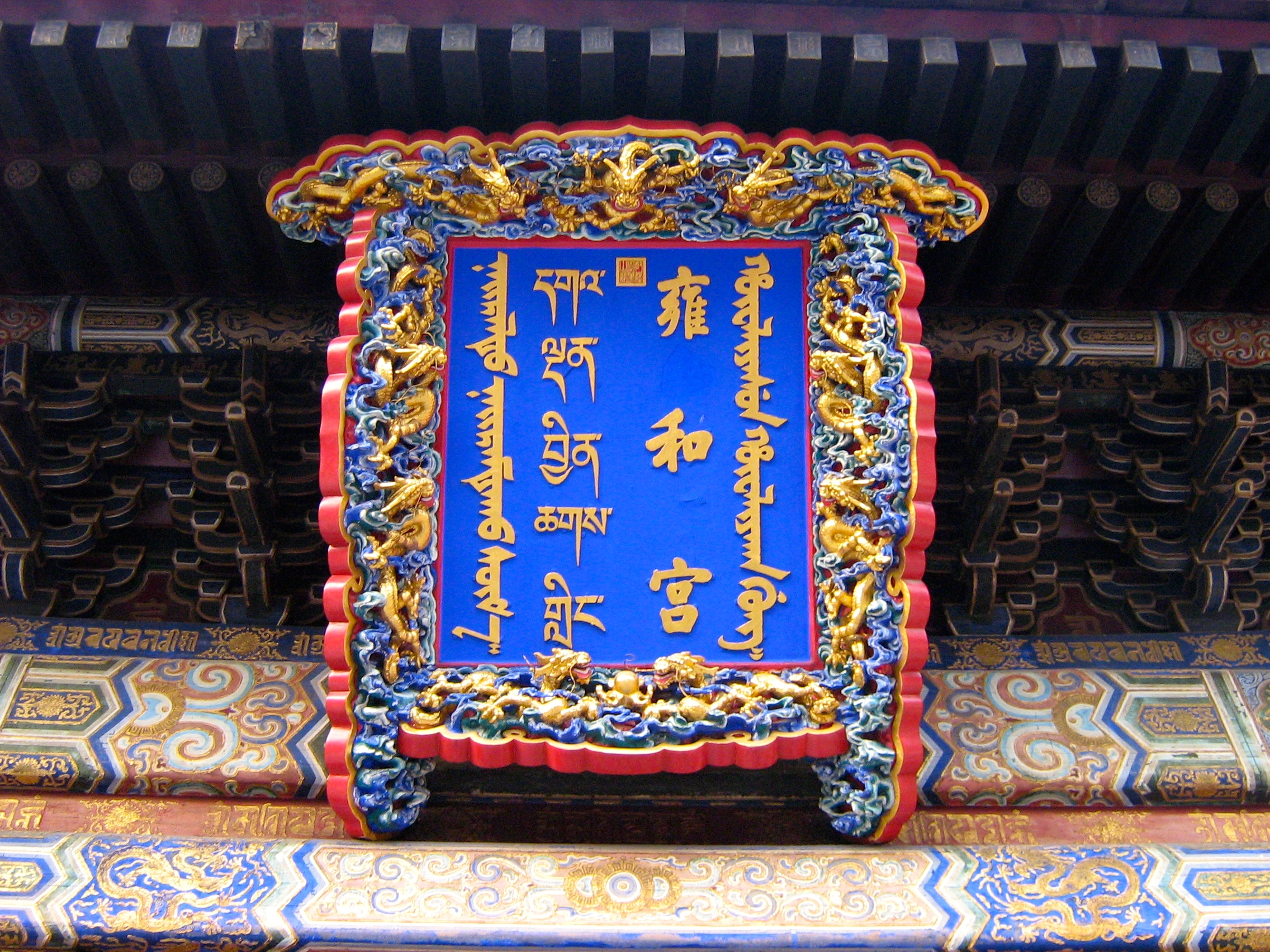
Вывеска храма Юнхэгун

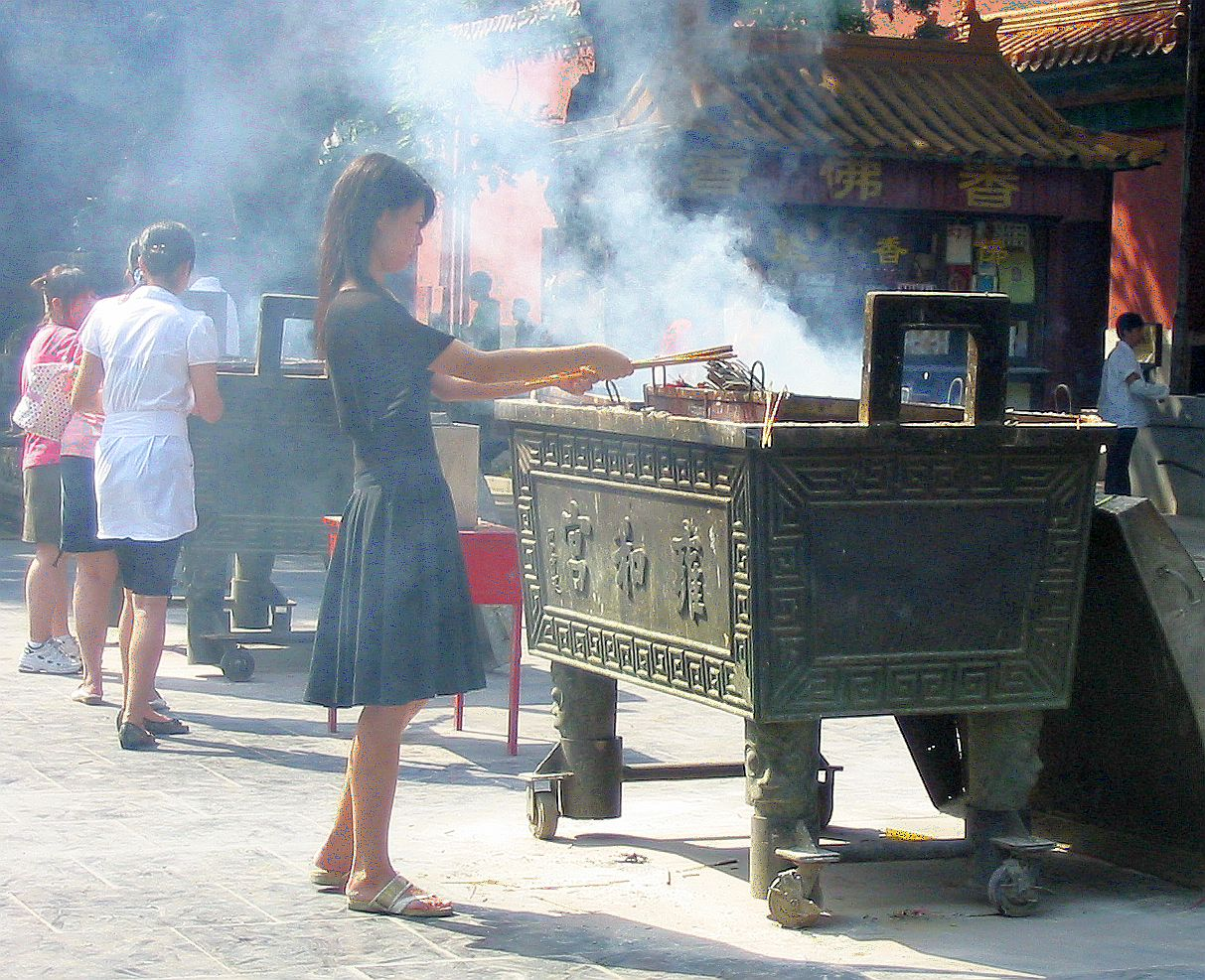

Юнхэгун располагается на оси север-юг протяжённостью 480м. Главные ворота находятся на юге. Вдоль оси расположены 5 залов разделённых дворами: Зал Небесных Царей (Тянь Ван Дянь или зал Девараджа), Зал Гармонии и Мира (Юнхэгун ), Зал вечной защиты (Юнъюдянь), Зал Дхармачакра (Фалуньдянь), и Павильон 10 000 удач (Ваньфугэ).
Зал Небесных Царей расположен южнее главного зала, и первоначально был главным входом в монастырь. В центре зала стоит статуя Майтрейи, а вдоль стен — Четыре Небесных Царя.
Зал Гармонии и Мира — центральная часть храма. В зале три бронзовые статуи Будд Трёх Времён, статуя Гаутамы Будды (Будды настоящего) в центре, рядом Будда Кашьяпа (Будда прошлого, справа) и Майтрейя (Будда будущего, слева). Вдоль стен — статуи 18 Архатов. На фресках изображён бодхисаттва Авалокитешвара.
Зал вечной защиты был жилищем Императора Юнчжэна и стал местом его упокоения после смерти. Сегодня статуя Бхайсаджя-гуру (Будда медицины) установлена в зале.
Зал Дхармачакра — место проведения основных церемоний. Установлена большая статуя Дже Цонкапа, основателя Гелук. В зале также находится «холм 500 архатов», вырезанный из красного сандала, на котором расположены статуи архатов из 5 металлов (золота, серебра, меди, железа, олова).
Павильон 10 000 удач содержит 26м статую Майтрейи вырезанную из огромного сандала. Эта статуя включена в Книгу Гиннесса в 1993 году.

## Место нахождения
Юнхэгун расположен в пекинском районе Дунчэн, около северо-восточного угла второй Кольцевой. Линии 2 и 5 метро имеют выходы у храма, также и автобусы. Почтовый адрес: 12 Юнхэгун Дацзе, Бэйсинцяо, район Дунчэн, Пекин.

### На английском
- Lama Temple, Beijing
- Satellite photo of the Yonghe Temple, centered on the Hall of Everlasting Protection

### На русском
- Храм Юнхэгун Архивная копия от 30 октября 2019 на Wayback Machine